# Taft-Kommission
Taft-Kommission (Tagalog Komisyong Taft) wird auf den Philippinen die von US-Präsident William McKinley am 16. März 1900 eingesetzte Second Philippine Commission genannt. Sie sollte die Vorschläge der Schurman-Kommission umsetzen und die erste zivile Kolonialverwaltung etablieren. Nach der Rückkehr von Taft in die USA wurde sie nur noch Philippine Commission genannt. Sie arbeitete, bis der Philippine Autonomy Act 1916 in Kraft trat und die Kommission durch den Senat der philippinischen Legislative ersetzt wurde. Dieser wurde seinerseits 1935 durch das Parlament des Commonwealth der Philippinen, den Commonwealth-Kongress, ersetzt. 
Die Kommission bestand zuerst aus fünf Mitgliedern; zum ersten Vorsitzenden wurde der spätere Präsident der Vereinigten Staaten William Howard Taft berufen, der am 4. Juli 1901 der erste zivile Generalgouverneur wurde und den Vorsitz bis zum 31. Januar 1904 innehatte. Weitere Mitglieder der Kommission waren Henry Clay Ide, Luke Edward Wright, Dean Conant Worcester und Bernard Moses. Aufgabe der Kommission war es, eine zivile Verwaltung aufzubauen, die wirtschaftliche Entwicklung und die Assoziation der Philippinen als US-Kolonie voranzutreiben, ein freies öffentliches Bildungssystem zu etablieren und eine Bodenreform voranzutreiben. Um eine zivile Kolonialverwaltung zu etablieren, wurden von September 1900 bis Juli 1901 157 Gesetze verabschiedet. Durch diese wurden die Verwaltung der Provinzen und Gemeinden reorganisiert, die zivile Judikative konstituiert, einschließlich eines Obersten Gerichtshofes, ein Zivilgesetzbuch erlassen, ein öffentlicher Dienst etabliert und die Grundlagen für den Aufbau einer Polizei gelegt. Nach der Verabschiedung des Philippine Organic Acts im Juli 1902 wurde die Mitgliederzahl weiter erhöht und es wurden immer mehr Filipinos in die Kommission berufen. Diese bildete das Oberhaus der Zweikammer-Legislative. Das Unterhaus bildete die Philippinische Versammlung, deren erste Wahl am 30. Juli 1907 stattfand. Die ersten philippinischen Berater der Kommission waren Cayetano Arellano, Benito Legarda, Florentino Torres und Trinidad Pardo de Tavera, die später auch Mitglieder der Kommission wurden. Gregorio Araneta wurde 1902 der erste Justizminister der Philippinen. 1904 beauftragte die Kommission Felipe G. Calderon, das erste zivile Strafgesetzbuch auszuarbeiten.  
Da auf den Philippinen bis 1902 93 % des Landes in Staatseigentum waren, öffnete die Kommission das Land für private Investoren aus den USA. Sie verkaufte Land an amerikanische Agrarfirmen zur Anlage von Plantagen für Tabak, Nutzhanf und Zuckerrohr. Gleichzeitig verhandelte Taft mit dem Vatikan und den spanischen Mönchsorden und kaufte diesen ca. 1660 km² Land für 7,2 Mio. US-Dollar ab. Beabsichtigt war eine Landreform, durch die jeder Filipino Anrecht auf 16 Hektar Ackerland gehabt hätte; diese Reform wurde jedoch nie vollständig umgesetzt. 1909 verabschiedete der US-Kongress den Payne Aldrich Tariff Act; dieser sah vor, landwirtschaftliche Produkte aus den Philippinen, wie Reis, Zucker und Tabak, zollfrei in die USA zu importieren. Der 1913 verabschiedete Underwood Tariff Act hob alle Restriktionen auf, um Produkte zollfrei aus den Philippinen in die USA zu exportieren. Diese Maßnahmen banden die Philippinen direkt in die US-Wirtschaft ein, sodass 1920 bereits 70 % der Exporte der Philippinen in die USA gingen und 65 % der Importe aus den USA stammten. 
Das nachhaltigste Element der Arbeit der Kommission war die Etablierung eines öffentlichen Bildungssystems, in dem jedem Filipino freier Zugang zu Bildung garantiert wurde. Es wurden Grundschulen eingerichtet, die einen kostenlosen Schulbesuch bis zur vierten Klasse vorsahen. Hierdurch wurde die Grundlage dafür gebildet, dass die Philippinen Anfang des 21. Jahrhunderts eine Alphabetisierungsquote von über 95 % erreicht haben.